# Yuxarı Əskipara
Yuxarı Əskipara (též Yukhari Askipara nebo Okari-Eskipara, arménsky: Վերին Ոսկեպար, přepis: Verin Voskepar) je vesnice v Ázerbájdžánu, která je momentálně okupována Arménií. Je to ázerbájdžánská exkláva obklopená arménským územím. Zbytek ázerbájdžánského území je vzdálen cca 2 kilometry, gruzínská hranice je vzdálena cca 20 kilometrů. Rozloha obce je 8,6 km2.

## Historie
V roce 1950 se v Yuxarı Əskipara narodil ázerbájdžánský básník Şaiq Vəli.
Během války o Náhorní Karabach byla vesnice z větší části zničena a od roku 1992 je okupována Arménskou armádou, značná část obyvatel byla odsunuta.
Podle údajů Ázerbájdžánského statistického úřadu zde v roce 2009 žilo 637 obyvatel, z toho 321 mužů a 316 žen.

## Administrativní zařazení
Yuxarı Əskipara se oficiálně řadí pod ázerbájdžánský rajón Qazakh (k tomuto rajónu krom Yuxarı Əskipara patří také ještě jedna ázerbájdžánská exkláva a to Barxudarlı-Sofulu.).
Arménie, která tuto obec ovládá ji ovšem řadí ke své provincii Tavuš.